# Пастрово
Пастрово (на гръцки: Καλλίκρουνο, Каликруно, катаревуса Καλλίκρουνον, Каликрунон, до 1927 година Πάστροβα, Пастрова, Πάστροβον, Пастровон) е обезлюдено село в Република Гърция, разположено на територията на дем Бук (Паранести) в област Източна Македония и Тракия.

## География
Село Пастрово се намира на 680 m надморска височина в североизточните склонове на Коджадаг, на едноименната река Пастрова (Вуколико), на 5 километра западно от демовия център село Бук. Васил Кънчов го определя като чечко село, попадащо в Драмския Чеч.

## История

### В Османската империя
Съгласно статистиката на Васил Кънчов („Македония. Етнография и статистика“) към 1900 година Пастрово (Пасрево) е българо-мохамеданско селище. В него живеят 120 българи-мохамедани в 50 къщи. Кънчов също така отбелязва, че селото се управлява от един мюдюрин, чието седалище се намира в село Бук и е зависим от драмския каймакам. Според гръцката статистика, през 1913 година в Пастрово (Πάστροβα) живеят 102 души.

### В Гърция
След Междусъюзническата война в 1913 година Пастрово попада в Гърция. През 1923 година жителите на Пастрово като мюсюлмани са изселени в Турция по силата на Лозанския договор. През 1927 година името на селото е сменено от Пастрова (Πάστροβα) на Каликрунон (Καλλίκρουνον). През 1928 година в Пастрово са заселени 16 гръцки семейства с 60 души - бежанци от Турция. Селото е отново обезлюдено след Гражданската война в Гърция.
| Година    | 1913 | 1920 | 1928 | 1940 | 1951 | 1961 | 1971 | 1981 | 1991 | 2001 | 2011 | 2021 |
| --------- | ---- | ---- | ---- | ---- | ---- | ---- | ---- | ---- | ---- | ---- | ---- | ---- |
| Население | 162  | 118  | 78   | 83   | 55   | 47   |      |      |      |      |      |      |